# Lifetival
Lifetival是香港Now寬頻電視的一個電視節目，2009年8月29日於Now香港台首播。2011年2月轉到Now101台播映，逢星期四晚上10時半於Now101台播出，並於Now自選服務提供節目重溫。
Lifetival的名字有「天天過節」的意思，節目內容包括由主持人親身到香港及世界各地，介紹時尚、潮流、珠寶首飾，訪問著名品牌及著名藝人、介紹美食及吃喝玩樂新玩意等。

## Cinderella's Story
2011年7月，張柏芝曾為Lifetival節目到意大利米蘭拍攝特別篇《Lifetival-Cinderella's Story》，於節目中擔任時裝模特兒，並接受專業模特兒訓練，2011年8月6日起播出。

## 主持

### 現任
- 黃心美
- 駱振偉
- 朱汶欣
- 陳安立

### 已離任
- 黃翠如
- 陳采姮
- 李建誠
- 劉碧麗 (Mandy Lieu)

## 資料來源
1. ↑  Mandy獻出無數第一次 主持100集生活節目 （页面存档备份，存于） 頭條日報，2011年8月3日
2. ↑  Lifetival （页面存档备份，存于） Media.now.com.hk
3. ↑  張柏芝到米蘭做平凡人 追求理想不怕挫折 （页面存档备份，存于） 北京新浪網，2011年8月12日
4. ↑  张柏芝晒Lucas画作 感叹娱乐圈太复杂 （页面存档备份，存于） 新华网，2011年7月22日

## 外部連結
- Lifetival Archive.today的存檔，存档日期2013-04-27 Now TV